# NHL Centennial Classic

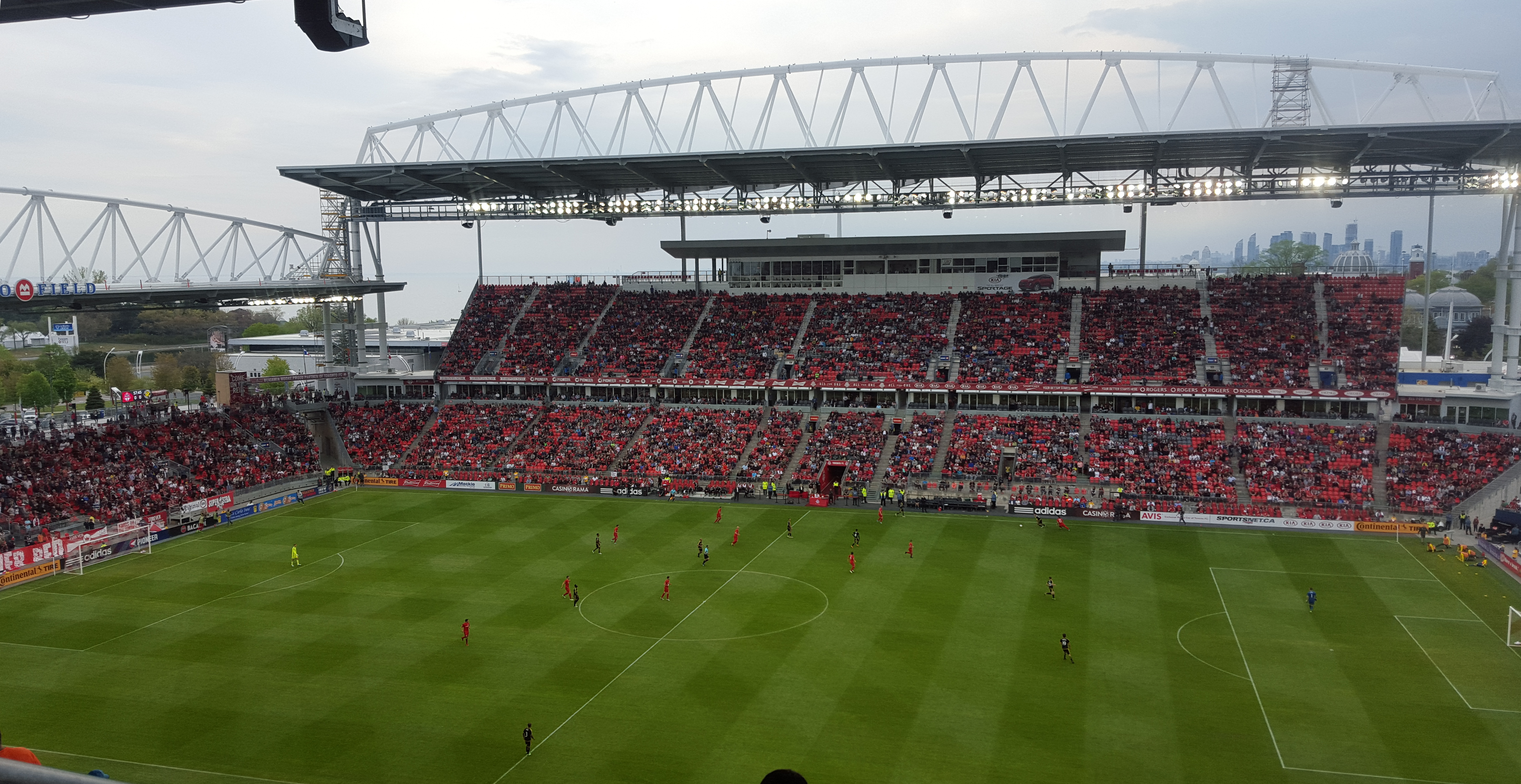
Arenan som stod värd för sportarrangemanget.

Scotiabank NHL Centennial Classic var ett sportarrangemang i den nordamerikanska ishockeyligan National Hockey League (NHL) där en grundspelsmatch spelades utomhus mellan Toronto Maple Leafs och Detroit Red Wings på Exhibition Stadium (BMO Field) i Toronto, Ontario i Kanada den 1 januari 2017.
Arrangemanget var startskottet på årets festligheter för NHL:s 100-årsjubileum, ligan grundades officiellt den 26 november 1917 i Montréal i Québec.

## Förmatch (31 december 2016)
Den 31 december 2016 spelades det en veteranmatch mellan före detta spelare som har representerat Toronto Maple Leafs respektive Detroit Red Wings under sina aktiva spelarkarriärer. Matchen slutade 4-3 till Red Wings efter att Kris Draper gjorde avgörande mål i slutet av tredje perioden.

### Trupperna
| Namn               | Namn               | Position       |
| ------------------ | ------------------ | -------------- |
| Dave Andreychuk    | Dave Andreychuk    | Vänsterforward |
| Wendel Clark       | Wendel Clark       | Vänsterforward |
| Tie Domi           | Tie Domi           | Högerforward   |
| Dave Ellett (A)    | Dave Ellett (A)    | Back           |
| Mike Gartner       | Mike Gartner       | Högerforward   |
| Doug Gilmour       | Doug Gilmour       | Center         |
| Al Iafrate         | Al Iafrate         | Back           |
| Curtis Joseph      | Curtis Joseph      | Målvakt        |
| Dmitrij Jusjkevitj | Dmitrij Jusjkevitj | Back           |
| Gary Leeman        | Gary Leeman        | Högerforward   |
| Daniil Markov      | Daniil Markov      | Back           |
| Bryan McCabe       | Bryan McCabe       | Back           |
| Lanny McDonald     | Lanny McDonald     | Högerforward   |
| Bob McGill         | Bob McGill         | Back           |
| Mike Palmateer     | Mike Palmateer     | Målvakt        |
| Félix Potvin       | Félix Potvin       | Målvakt        |
| Gary Roberts       | Gary Roberts       | Högerforward   |
| Börje Salming      | Börje Salming      | Back           |
| Darryl Sittler     | Darryl Sittler     | Center         |
| Steve Thomas       | Steve Thomas       | Högerforward   |
| Darcy Tucker       | Darcy Tucker       | Vänsterforward |
| Rick Vaive (C)     | Rick Vaive (C)     | Högerforward   |
| Tiger Williams     | Tiger Williams     | Vänsterforward |

| Namn                 | Namn                 | Position       |
| -------------------- | -------------------- | -------------- |
| Doug Brown           | Doug Brown           | Högerforward   |
| Dino Ciccarelli      | Dino Ciccarelli      | Högerforward   |
| Chris Chelios        | Chris Chelios        | Back           |
| Paul Coffey          | Paul Coffey          | Back           |
| Mathieu Dandenault   | Mathieu Dandenault   | Back           |
| Kris Draper (A)      | Kris Draper (A)      | Center         |
| Jiří Fischer         | Jiří Fischer         | Back           |
| Kevin Hodson         | Kevin Hodson         | Målvakt        |
| Tomas Holmström      | Tomas Holmström      | Högerforward   |
| Joe Kocur            | Joe Kocur            | Högerforward   |
| Vjatjeslav Kozlov    | Vjatjeslav Kozlov    | Vänsterforward |
| Martin Lapointe      | Martin Lapointe      | Högerforward   |
| Igor Larionov        | Igor Larionov        | Center         |
| Manny Legace         | Manny Legace         | Målvakt        |
| Nicklas Lidström (C) | Nicklas Lidström (C) | Back           |
| Kirk Maltby          | Kirk Maltby          | Vänsterforward |
| Darren McCarty       | Darren McCarty       | Högerforward   |
| Larry Murphy         | Larry Murphy         | Back           |
| Chris Osgood         | Chris Osgood         | Målvakt        |
| Mickey Redmond       | Mickey Redmond       | Högerforward   |
| Brendan Shanahan     | Brendan Shanahan     | Vänsterforward |

### Resultatet
|  | 31 december 2016 | Toronto Maple Leafs                                                                    | 3 – 4 | Detroit Red Wings                                                                                               | Exhibition Stadium (BMO Field)          |                                         |
|  |                  | Första perioden: — Andra perioden: Wendel Clark Tredje perioden: Darcy Tucker Tie Domi |       | Första perioden: — Andra perioden: Nicklas Lidström Igor Larionov Brendan Shanahan Tredje perioden: Kris Draper | Toronto, Ontario, Kanada Publik: 28 710 | Toronto, Ontario, Kanada Publik: 28 710 |
|  |                  |                                                                                        |       | | Toronto, Ontario, Kanada Publik: 28 710 | Toronto, Ontario, Kanada Publik: 28 710 |
|  |                  |                                                                                        |       | | Toronto, Ontario, Kanada Publik: 28 710 | Toronto, Ontario, Kanada Publik: 28 710 |

## Matchen (1 januari 2017)

### Laguppställningarna
| Vänsterforwards    | Centrar           | Högerforwards             |
| ------------------ | ----------------- | ------------------------- |
| Leo Komarov (A)    | Nazem Kadri       | William Nylander Altelius |
| Zach Hyman         | Auston Matthews   | Connor Brown              |
| James van Riemsdyk | Tyler Bozak       | Mitch Marner              |
| Matt Martin        | Frédérik Gauthier | Nikita Sosjnikov          |
| Backar             |                   | Backar                    |
| Morgan Rielly (A)  |                   | Nikita Zajtsev            |
| Jake Gardiner      |                   | Connor Carrick            |
| Matt Hunwick (A)   |                   | Roman Polák               |
|                    | Målvakter         |                           |
|                    | Frederik Andersen |                           |
|                    | Antoine Bibeau    |                           |
|                    | Tränare           |                           |
|                    | Mike Babcock      |                           |

| Vänsterforwards     | Centrar               | Högerforwards   |
| ------------------- | --------------------- | --------------- |
| Tomáš Tatar         | Henrik Zetterberg (C) | Anthony Mantha  |
| Gustav Nyquist      | Frans Nielsen         | Thomas Vanek    |
| Riley Sheahan       | Dylan Larkin          | Luke Glendening |
| Drew Miller         | Andreas Athanasiou    | Steve Ott       |
| Backar              |                       | Backar          |
| Danny DeKeyser      |                       | Nick Jensen     |
| Niklas Kronwall (A) |                       | Brendan Smith   |
| Jonathan Ericsson   |                       | Xavier Ouellet  |
|                     | Målvakter             |                 |
|                     | Jared Coreau          |                 |
|                     | Petr Mrázek           |                 |
|                     | Tränare               |                 |
|                     | Jeff Blashill         |                 |

### Resultatet
|  | 1 januari 2017 | Toronto Maple Leafs | 5 – 4 (Efter förlängning) | Detroit Red Wings | Exhibition Stadium (BMO Field)                                                                                    | |
|  |                | Första perioden: — Andra perioden: — Tredje perioden: Leo Komarov (1:23) Assists: Gardiner, Nylander Altelius Mitch Marner (8:23) Assists: Rielly, van Riemsdyk Connor Brown (9:34) Assists: Hyman, Carrick Auston Matthews (12:05) Assists: Brown, Hyman Förlängning: Auston Matthews (3:40) Assists: Gardiner, Brown | Rapport                   | Första perioden: — Andra perioden: (5:33) Anthony Mantha Assists: Zetterberg, Tatar Tredje perioden: (13:54) Jonathan Ericsson Assists: Mantha, Ouellet (18:14) Dylan Larkin Assists: Zetterberg, Tatar (19:58) Anthony Mantha Assists: Zetterberg, Vanek Förlängning: — | Toronto, Ontario, Kanada Publik: 40 148 Domare: Dan O'Rourke, Brad Meier Linjedomare: Greg Devorski, Steve Miller | Toronto, Ontario, Kanada Publik: 40 148 Domare: Dan O'Rourke, Brad Meier Linjedomare: Greg Devorski, Steve Miller |
|  |                | |                           | | Toronto, Ontario, Kanada Publik: 40 148 Domare: Dan O'Rourke, Brad Meier Linjedomare: Greg Devorski, Steve Miller | Toronto, Ontario, Kanada Publik: 40 148 Domare: Dan O'Rourke, Brad Meier Linjedomare: Greg Devorski, Steve Miller |
|  |                | |                           | | Toronto, Ontario, Kanada Publik: 40 148 Domare: Dan O'Rourke, Brad Meier Linjedomare: Greg Devorski, Steve Miller | Toronto, Ontario, Kanada Publik: 40 148 Domare: Dan O'Rourke, Brad Meier Linjedomare: Greg Devorski, Steve Miller |

#### Matchstatistik
|                     | Toronto Maple Leafs | Detroit Red Wingfs |
| ------------------- | ------------------- | ------------------ |
| Powerplay           | 0/2                 | 0/3                |
| Tacklingar          | 31                  | 46                 |
| Vunna tekningar (%) | 49                  | 51                 |
| Blockerade skott    | 13                  | 15                 |
| Utvisningsminuter   | 9                   | 11                 |

| Period      | Toronto Maple Leafs | Detroit Red Wings |
| ----------- | ------------------- | ----------------- |
| Första      | 10                  | 9                 |
| Andra       | 7                   | 9                 |
| Tredje      | 7                   | 17                |
| Förlängning | 4                   | 2                 |
| Totalt      | 28                  | 37                |

#### Utvisningar
| Spelare                   | Utvisning                 | Utvisningsminuter | Tid             |
| Första perioden           | Första perioden           | Första perioden   | Första perioden |
| Andra perioden            | Andra perioden            | Andra perioden    | Andra perioden  |
| ------------------------- | ------------------------- | ----------------- | --------------- |
| William Nylander Altelius | Holding the stick         | 2:00              | 01:26           |
| Connor Brown              | Hakning                   | 2:00              | 06:51           |
| Mitch Marner              | För många spelare på isen | 2:00              | 12:35           |
| Tredje perioden           |                           |                   |                 |
| Matt Martin               | Fighting                  | 5:00              | 4:25            |
| Förlängning               |                           |                   |                 |
| Källa:                    |                           |                   |                 |

| Spelare                                            | Utvisning       | Utvisningsminuter | Tid             |
| Första perioden                                    | Första perioden | Första perioden   | Första perioden |
| -------------------------------------------------- | --------------- | ----------------- | --------------- |
| Brendan Smith                                      | Tripping        | 2:00              | 00:49           |
| Andra perioden                                     |                 |                   |                 |
| Nick Jensen                                        | Holding         | 2:00              | 10:15           |
| Tredje perioden                                    |                 |                   |                 |
| Steve Ott                                          | Fighting        | 5:00              | 4:25            |
| Förlängning                                        |                 |                   |                 |
| Termer: Förseelser som leder till utvisningsstraff |                 |                   |                 |

### Statistik

#### Toronto Maple Leafs

##### Utespelare
| Spelare                   | Mål | Assists | Poäng | +/− | Utvisningsminuter | Skott | Vunna tekningar (%) | Tacklingar | Tid på isen |
| ------------------------- | --- | ------- | ----- | --- | ----------------- | ----- | ------------------- | ---------- | ----------- |
| Connor Brown              | 1   | 2       | 3     | 0   | 2                 | 2     | —                   | 2          | 19:47       |
| Auston Matthews           | 2   | 0       | 2     | 0   | 0                 | 3     | 41                  | 0          | 19:07       |
| Jake Gardiner             | 0   | 2       | 2     | +3  | 0                 | 1     | —                   | 0          | 22:17       |
| Zach Hyman                | 0   | 2       | 2     | -1  | 0                 | 0     | —                   | 2          | 18:33       |
| Leo Komarov               | 1   | 0       | 1     | +1  | 0                 | 2     | 0                   | 8          | 20:42       |
| Mitch Marner              | 1   | 0       | 1     | 0   | 0                 | 3     | —                   | 1          | 15:31       |
| Connor Carrick            | 0   | 1       | 1     | +1  | 0                 | 3     | —                   | 1          | 18:17       |
| William Nylander Altelius | 0   | 1       | 1     | +1  | 2                 | 0     | —                   | 1          | 16:49       |
| Morgan Rielly             | 0   | 1       | 1     | -1  | 0                 | 4     | —                   | 0          | 23:34       |
| James van Riemsdyk        | 0   | 1       | 1     | 0   | 0                 | 0     | —                   | 0          | 14:01       |
| Tyler Bozak               | 0   | 0       | 0     | 0   | 0                 | 3     | 65                  | 1          | 14:47       |
| Frédérik Gauthier         | 0   | 0       | 0     | 0   | 0                 | 0     | 56                  | 2          | 9:23        |
| Matt Hunwick              | 0   | 0       | 0     | 0   | 0                 | 0     | —                   | 1          | 14:41       |
| Nazem Kadri               | 0   | 0       | 0     | +1  | 0                 | 6     | 39                  | 2          | 16:36       |
| Matt Martin               | 0   | 0       | 0     | 0   | 5                 | 1     | —                   | 4          | 6:57        |
| Roman Polák               | 0   | 0       | 0     | -1  | 0                 | 0     | —                   | 2          | 17:11       |
| Nikita Sosjnikov          | 0   | 0       | 0     | 0   | 0                 | 0     | 0                   | 2          | 12:09       |
| Nikita Zajtsev            | 0   | 0       | 0     | -1  | 0                 | 0     | —                   | 2          | 24:39       |
| Källa:                    |     |         |       |     |                   |       |                     |            |             |

##### Målvakt
| Spelare           | Skott mot sig | Räddningar | Insläppta mål | Räddningsprocent | Utvisningsminuter | Tid på isen |
| ----------------- | ------------- | ---------- | ------------- | ---------------- | ----------------- | ----------- |
| Frederik Andersen | 37            | 33         | 4             | 0,892            | 0                 | 63:40       |
| Källa:            |               |            |               |                  |                   |             |

#### Detroit Red Wings

##### Utespelare
| Spelare            | Mål | Assists | Poäng | +/− | Utvisningsminuter | Skott | Vunna tekningar (%) | Tacklingar | Tid på isen |
| ------------------ | --- | ------- | ----- | --- | ----------------- | ----- | ------------------- | ---------- | ----------- |
| Anthony Mantha     | 2   | 1       | 3     | +1  | 0                 | 4     | 50                  | 1          | 21:24       |
| Henrik Zetterberg  | 0   | 3       | 3     | +2  | 0                 | 2     | 59                  | 3          | 20:44       |
| Tomáš Tatar        | 0   | 2       | 2     | +2  | 0                 | 2     | —                   | 2          | 18:59       |
| Jonathan Ericsson  | 1   | 0       | 1     | 0   | 0                 | 2     | —                   | 4          | 20:37       |
| Dylan Larkin       | 1   | 0       | 1     | 0   | 0                 | 4     | 14                  | 2          | 17:12       |
| Xavier Ouellet     | 0   | 1       | 1     | 0   | 0                 | 2     | —                   | 6          | 22:08       |
| Thomas Vanek       | 0   | 1       | 1     | 0   | 0                 | 4     | —                   | 4          | 16:33       |
| Andreas Athanasiou | 0   | 0       | 0     | 0   | 0                 | 3     | 33                  | 0          | 12:53       |
| Danny DeKeyser     | 0   | 0       | 0     | -1  | 0                 | 1     | —                   | 5          | 19:06       |
| Luke Glendening    | 0   | 0       | 0     | -2  | 0                 | 1     | 56                  | 2          | 12:46       |
| Nick Jensen        | 0   | 0       | 0     | -2  | 2                 | 0     | —                   | 1          | 10:26       |
| Niklas Kronwall    | 0   | 0       | 0     | 0   | 0                 | 0     | —                   | 2          | 23:20       |
| Drew Miller        | 0   | 0       | 0     | 0   | 0                 | 0     | —                   | 2          | 11:11       |
| Frans Nielsen      | 0   | 0       | 0     | -2  | 0                 | 3     | 55                  | 4          | 18:04       |
| Gustav Nyquist     | 0   | 0       | 0     | -1  | 0                 | 4     | —                   | 1          | 18:05       |
| Steve Ott          | 0   | 0       | 0     | 0   | 5                 | 0     | 80                  | 3          | 10:03       |
| Riley Sheahan      | 0   | 0       | 0     | 0   | 0                 | 2     | 0                   | 0          | 12:35       |
| Brendan Smith      | 0   | 0       | 0     | +2  | 2                 | 3     | —                   | 4          | 23:21       |
| Källa:             |     |         |       |     |                   |       |                     |            |             |

##### Målvakt
| Spelare      | Skott mot sig | Räddningar | Insläppta mål | Räddningsprocent | Utvisningsminuter | Tid på isen |
| ------------ | ------------- | ---------- | ------------- | ---------------- | ----------------- | ----------- |
| Jared Coreau | 28            | 23         | 5             | 0,821            | 0                 | 61:13       |
| Källa:       |               |            |               |                  |                   |             |